# 河北潟

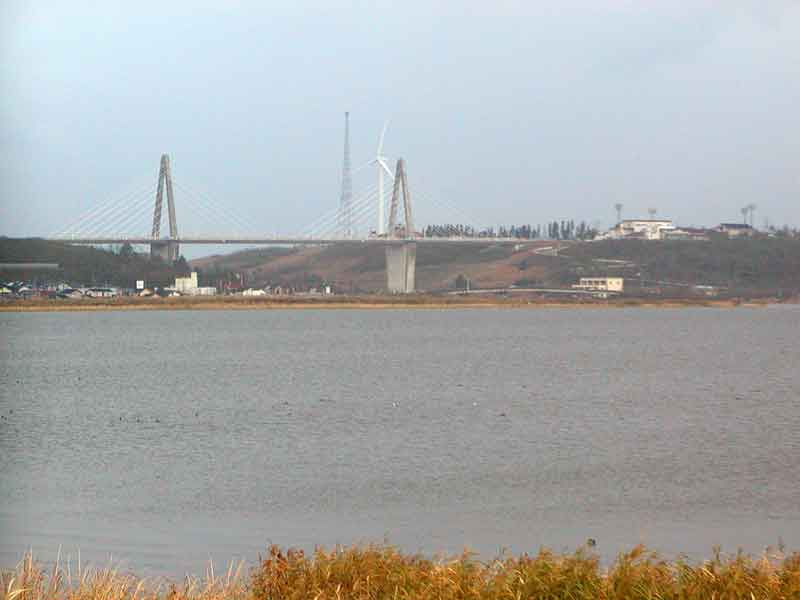
野鳥観察舎から内灘大橋方面を望む

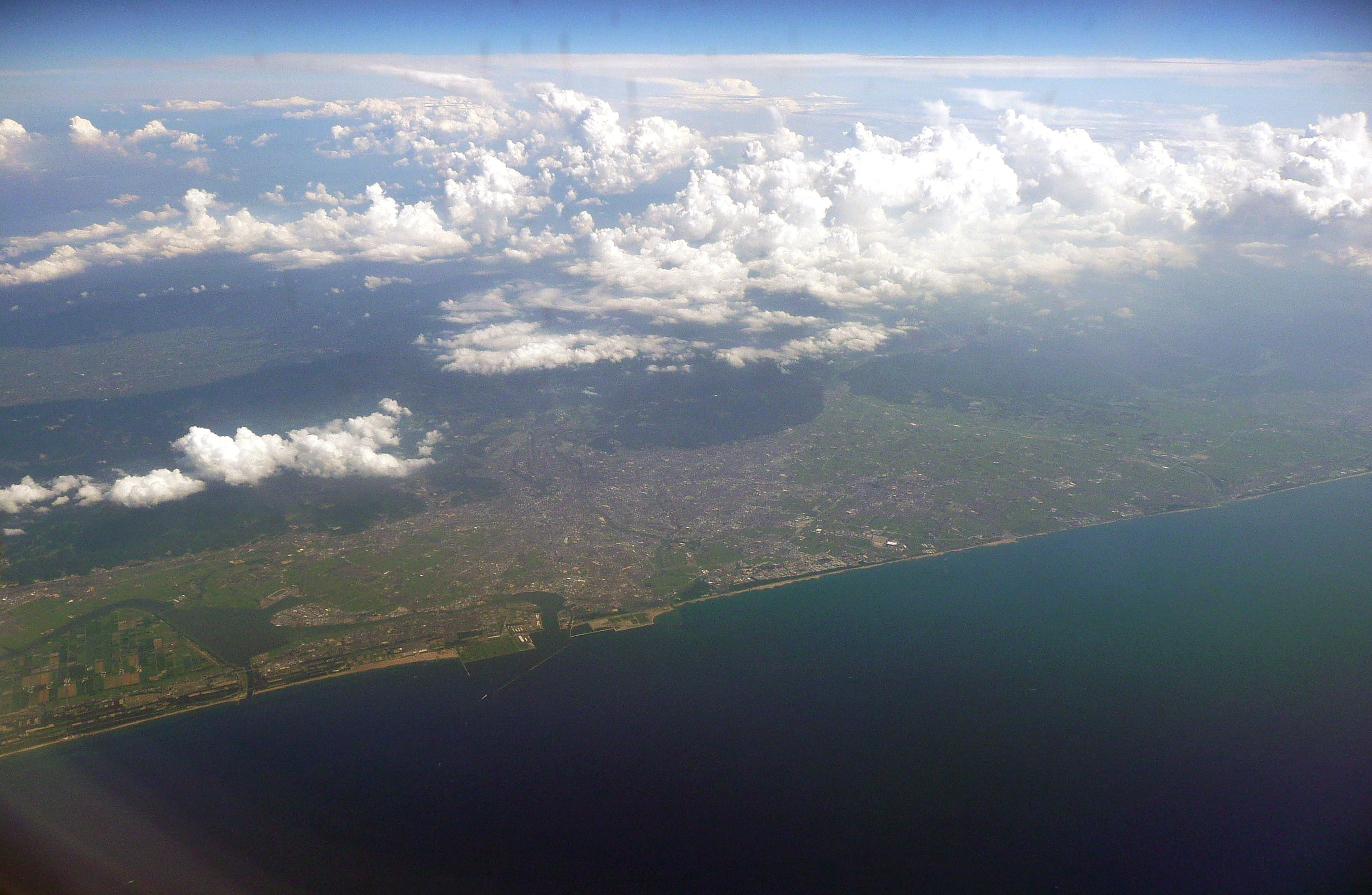
金沢市街、金沢平野と河北潟

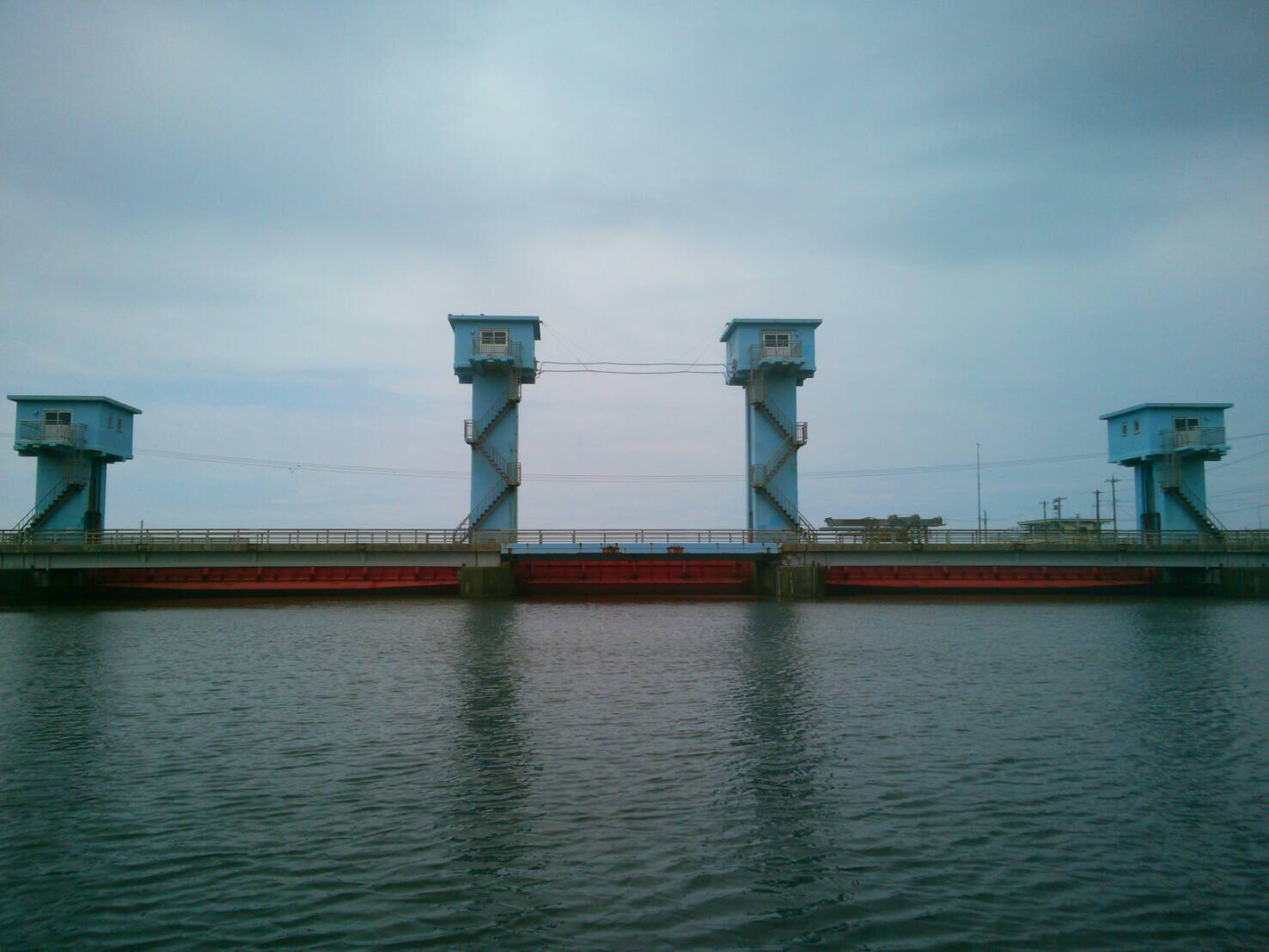
河北潟放水路防潮水門（河北潟放水路側水面上から望む）

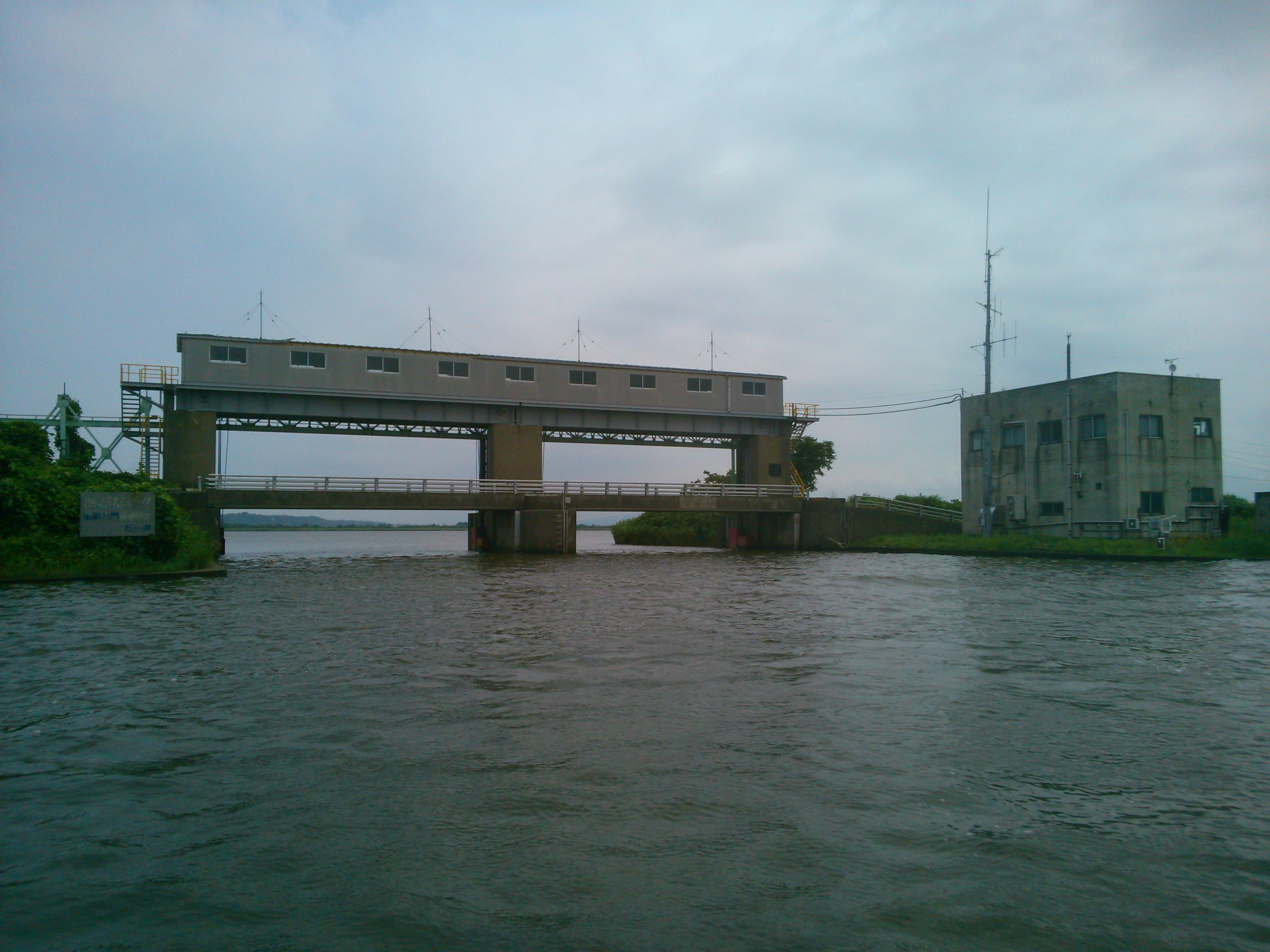
金沢港（大野川）防潮水門（金沢港側水面上から望む）

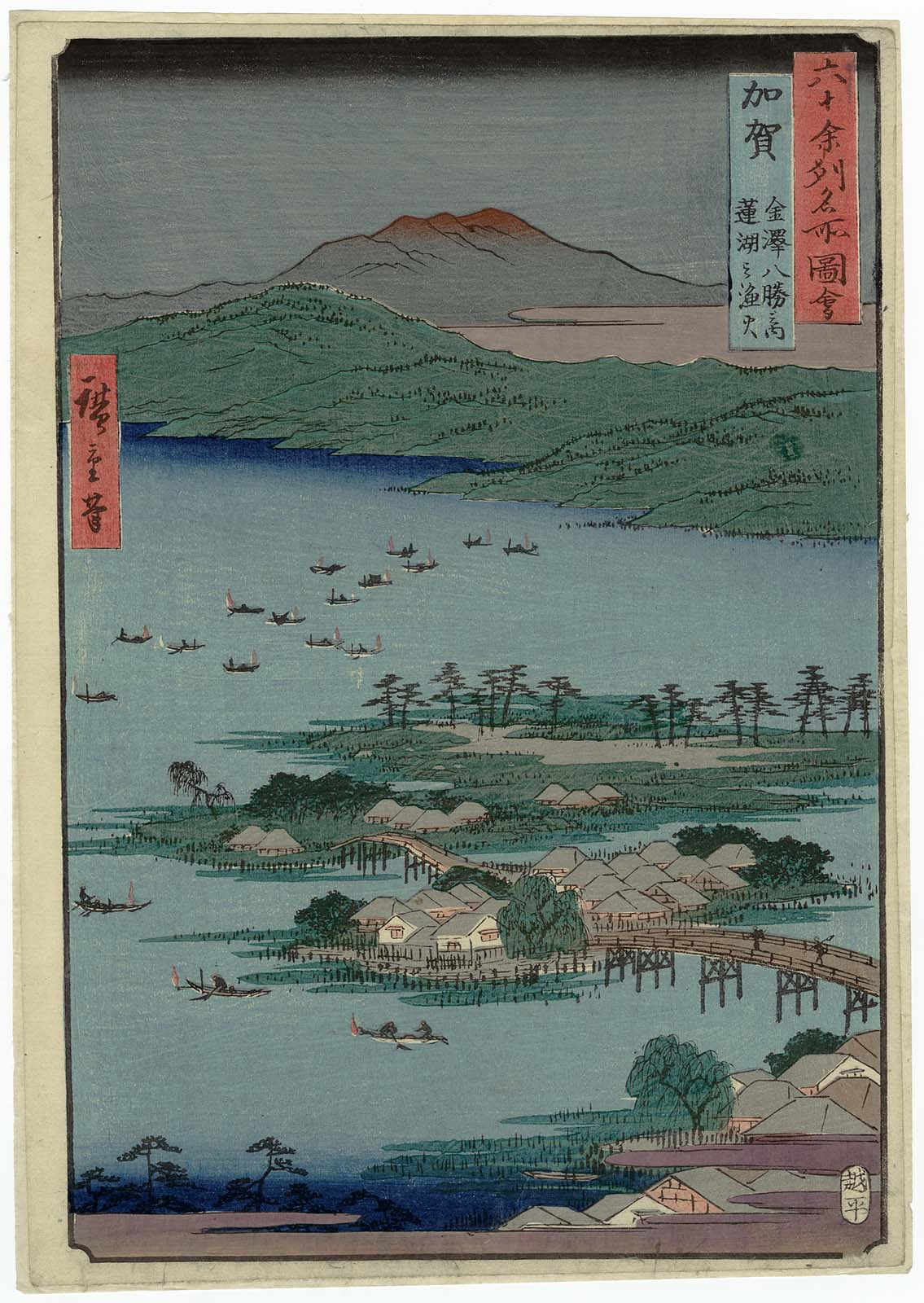
歌川広重

河北潟（かほくがた）は、石川県中部にある潟湖。金沢平野の北部に位置し金沢市、河北郡内灘町にまたがる。古くは蓮湖・大清湖（たいせいこ）とも呼ばれた。潟周辺には約70km2に及ぶ湖岸平野が広がる。

## 概要
約5000年前には海だったとされ、内灘砂丘の形成により湖盆が形成された海跡湖である。
海跡汽水湖であったが、1960年（昭和35年）からの金沢農地事務所による干拓事業で防潮水門が設置されたことにより淡水湖となった。干拓前は面積23km2、周囲長約37kmであったが、2014年10月1日現在の面積は4.20km2である。干拓により水面面積は約4分の1に縮小したが、干拓後も湖沼としては石川県下で最大の面積である。
干拓により造成された河北潟干拓地は、金沢市、内灘町、津幡町、かほく市（造成当時は宇ノ気町）にまたがる。
干拓後の水域は調整池、西部承水路、東部承水路、大野川（防潮水門下流部）からなるが、このうち調整池が一般的に河北潟と呼ばれている水域に当たる。

## 歴史
縄文時代の上山田貝塚の出土品や金沢市梅田町の弥生時代の水田跡などから、河北潟周辺には古代から人々が採集生活を送っていたとみられる。
かつて蓮湖、あるいは大清湖と呼ばれており、潟を埋め立てて農地に切り開こうという試みは、小規模ながらも古くから何度も繰り返されてきた。このことは潟端（津幡町）の地名などに痕跡が見られる。
河北潟の周辺の集落では舟による移動が行われ、家と家、家と田を結ぶ水路（舟入川）をイタニと呼ばれる小舟で移動した。鉄道開通以前は水運が発達し、宇ノ気町日角には船着き場があった。

### 江戸期
新田開発を目的とした本格的な干拓は、1672年（寛文12年）または1673年（延宝元年）に5代目加賀藩主前田綱紀が、金沢から21戸を移住させて40石余（約3ha）を造成して潟端新村が誕生したのが始まりである。この時に綱紀が記念に植樹したシイノキの巨木が、集落の民家の庭に今も残っている。
1849年（嘉永2年）、銭屋五兵衛が甲村（鳳至郡）埋兵衛をして新田開発を開始し、3年後には約1.3haが造成され甲（かぶと）新開と呼ばれた。
一方、1851年（嘉永4年）には、豪商銭屋五兵衛が三男の要蔵に命じて20年で4600石（約230ha）を埋め立てる計画を進めたが、翌1852年（嘉永5年）に疑獄事件が発生して事業は中断された。

### 明治・大正期
明治時代から昭和初期にかけては重要な漁場で、向粟崎の袋網や大根布の狩曳網などの特色ある漁法が用いられた。フナなどの淡水魚だけでなく、スズキ、ボラ、シラウオ、ヤマトシジミなど汽水性の魚介類も漁獲された。

### 昭和期
昭和に入ると昭和恐慌を機に出稼ぎ漁業が不振に陥り、砂丘地の内灘村（現在の内灘町）では潟を埋め立てて水田を求める機運が一気に高まったものの、さしたる進展は見られなかった。
第二次世界大戦後、内灘試射場問題で内灘村（現在の内灘町）は見返りとして河北潟の干拓事業を要求。1963年から農林水産省による国営事業『国営河北潟干拓土地改良事業』として行われ（1964年8月17日起工式）、金沢港の建設と並行しながら総面積64％が干拓されることになった。これにより造成された河北潟干拓地は、1970年5月10日に干陸式を挙行し、1971年1月に干陸完了、1979年10月12日に暫定営農を開始し、約1101.3haの農地が1985年5月21日に完成した（総事業費は300億円余り）。しかし既に農業は減反政策の時代に移っており、1977年からは米の需要調整のため畑地造成に変更された。
この干拓と埋め立てにより豪雨により潟にたまった水を海へと放出する河北潟放水路や防潮水門をはじめ数台のポンプ施設、延長17㎞の護岸堤、淡水湖と汽水湖を分ける水門など数々の施設が出来た。放水路開削工事は内灘砂丘を1,670mにおよび切り開く大工事であった。
潟内での漁業権は1964年に消滅しており、1973年より県漕艇競技場として利用されている。現在でも調整池や東部承水路、西部承水路など816.7haの水域を残しており、沿岸流域の洪水調節と干拓地ならびに既耕地の灌漑用水路、輸入材の貯木場として利用されている。

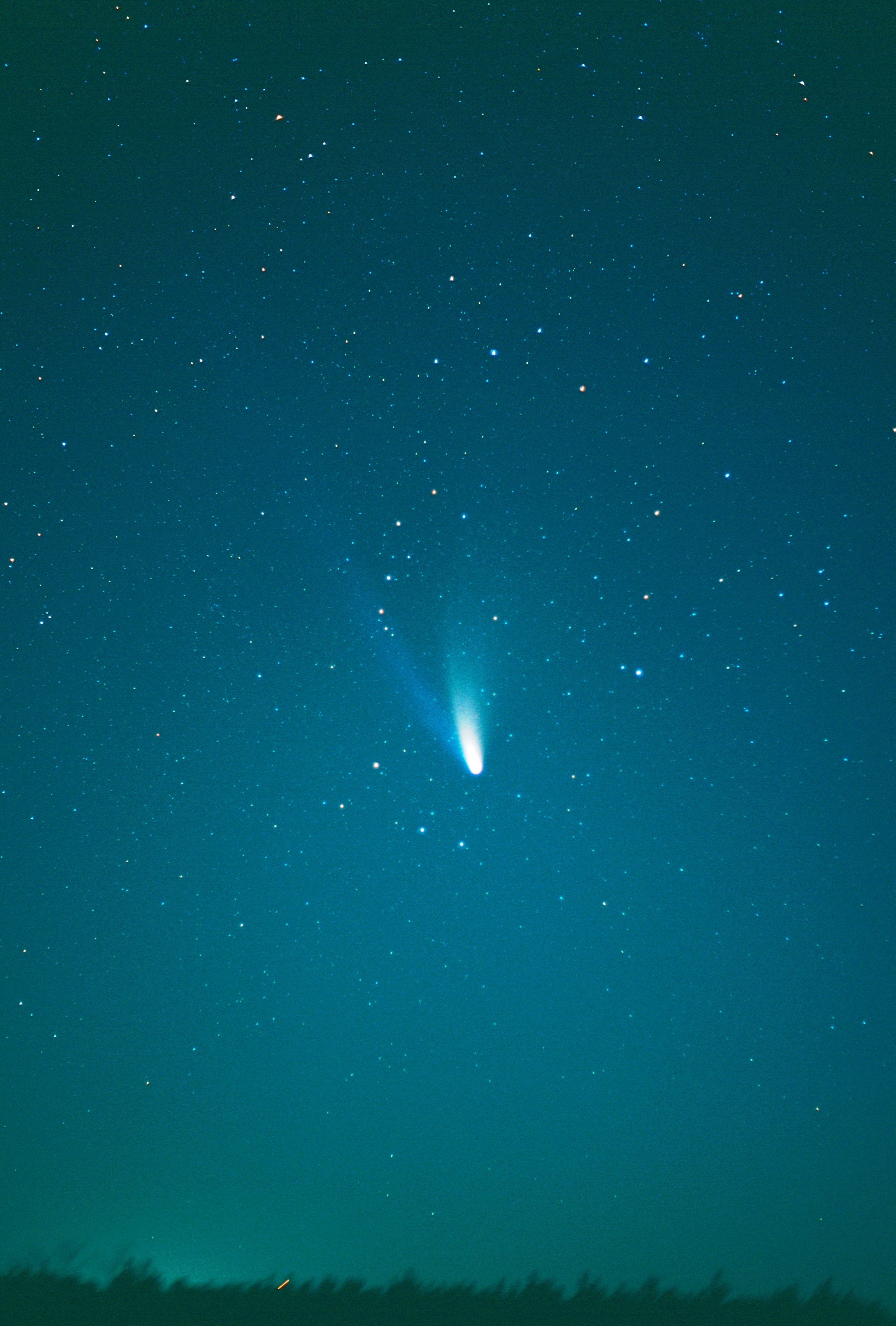
1997年、河北潟干拓地で観測されたヘール・ボップ彗星

## 自然
河北潟ではガマやアシ（河北潟周辺ではヨシと言う）などの植物や鳥ではカモやサギ、更に絶滅危惧種に指定されているチュウヒなどが生息する。
また、魚類ではコイやフナなど47種が確認されている。

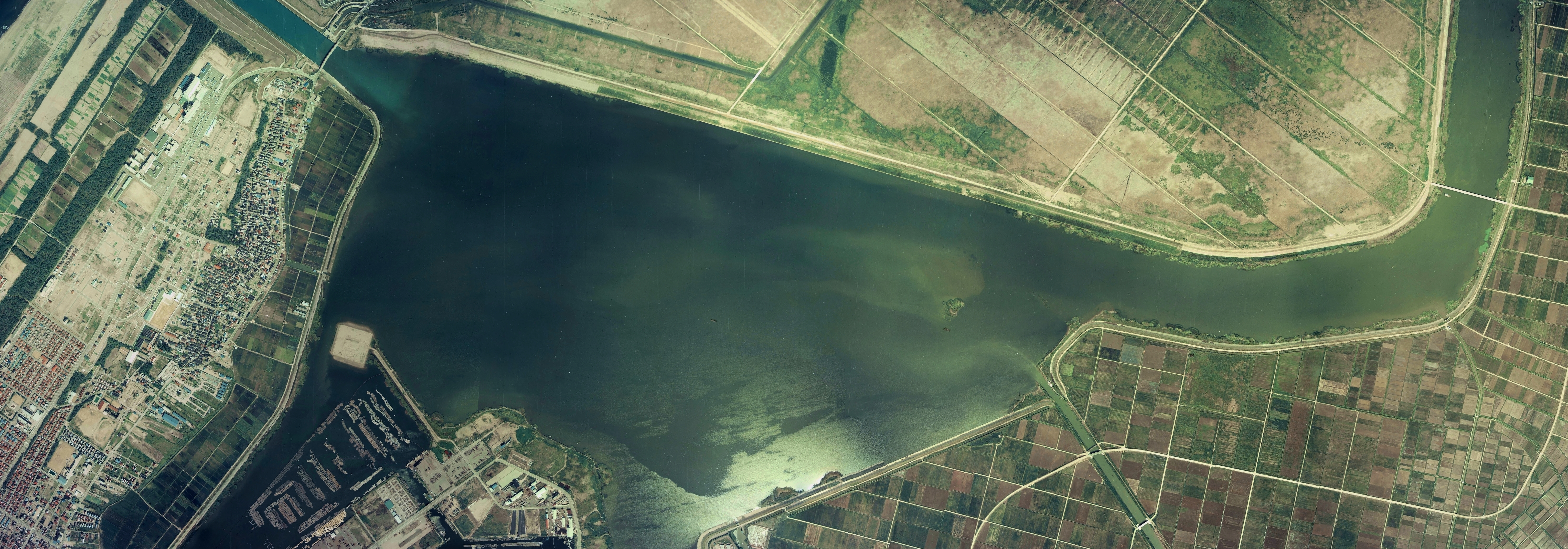
河北潟周辺の空中写真。1975年撮影の6枚を合成作成。
。

## 産業
第二次世界大戦後の食糧増産（稲作）を目的に干拓事業が行われたが、事業終了前に当初の意義は失われてしまった。畑作のレンコンやスイカ・キャベツなどの大規模栽培や酪農が盛んである。周辺には県による農業試験場などが整備されている。稲作については干拓後も行われず、1995年（平成7年）に干拓地外の減反を条件に干拓地内での稲作が認められるようになった。
かつてはフナを中心にウナギ・ワカサギ・シジミなどの漁業も行われていた。
が、現在は漁業権が消滅している（1963年に漁業補償調印）。残された水域は県営漕艇競技場などに利用されている。また、かつて浅野川の河口だった部分は現在、貯水場となっている。

## 河川
流れ込む川
- 宇ノ気川
- 能瀬川
- 津幡川
- 森下川
- 柳瀬川
- 金腐川

流れ出す川
- 大野川
- 河北潟放水路